# Mariam Khatchvani
Mariam Khatchvani (en géorgien : მარიამ ხაჭვანი), née le 1er mai 1986 à Ouchgouli (Géorgie), est une réalisatrice et scénariste géorgienne.

## Biographie
Khatchvani est diplômée en 2008 de la Shota Rustaveli Theatre and Film University, Tbilissi. Elle a réalisé de nombreux courts métrages documentaires, dont Verdzoba (2006), Beyond the Window (2007), Lichanishi (2009), Kvirikoba (2009). Dinola (2013) est son dernier court métrage de fiction.

## Filmographie

### En tant que scénariste et réalisatrice
- 2005 : Will
- 2007 : Panjris mighma (Beyond the Window), documentaire
- 2007 : Verdzoba, documentaire[2]
- 2008 : Beknu[3]
- 2009 : Lichanishi, documentaire[4], aussi productrice
- 2009 : Kvirikoba, documentaire[5], aussi productrice
- 2013 : Dinola[6]
- 2017 : Dede[7]

## Festivals
- Académie européenne du cinéma • Nommé pour le court métrage européen 2014[8]
- 35e Festival International du Film Méditerranéen de Montpellier • Compétition Courts Métrages 2013.
- 36e Festival international du court-métrage de Clermont-Ferrand • Compétition internationale 2014
- 28e FIFF Festival international de films de Fribourg • Compétition Internationale 2014
- 38e Festival international du film de Hong Kong • Compétition internationale 2014
- 37e Festival norvégien du court-métrage à Grimstad • Compétition internationale 2014, nommé pour l'EFA
- 12e Festival international du court-métrage - In The Palace • Sélection officielle 2014
- 8e Festival du Film Fluvial Porta Portello - Padoue - Italie • Sélection officielle 2014, Meilleur court Int[9].
- 11e Festival international du film Golden Apricot • Compétition internationale 2014
- 2e Festival "Courts - Moments" à Cadouin, Dordogne, FRANCE • Sélection officielle 2014

## Distinctions et récompenses
- 2014 - Premier Prix International Shorts au 8ème Festival du Film Fluvial (Padoue, Italie), pour le film Dinola[9]
- 2014 GNFC (The Georgian National Film Center) - 1ère place en tant que projet Début.
- 2014 SOFIA MEETINGS - prix du meilleur projet.
- 2013 DAB Regional Co-Production Forum-Best Project Award
- Gala 2012 (prix littéraire) - Récompensé du meilleur scénario pour « Dede ».